# Huis van Lefever
Huis van Lefever is een huis dat in 1913 door de architect Fernand Lefever is ontworpen in de geometrische art-nouveaustijl. Het pand bevindt zich in Koekelberg, een van de buitenwijken van Brussel.

## Ligging
Het pand bevindt zich aan de Pantheonlaan 59, in de Brusselse buitenwijk Koekelberg, tegenover het Elisabethpark. Het is een van de schaarse voorbeelden van art-nouveau-architectuur in de noordwestelijke buitenwijken van Brussel.

## Geschiedenis
Het pand werd in 1913 door Lefever gebouwd om door hemzelf in gebruik te worden genomen. Het diende ook als visitekaartje van de architect die er zijn atelier had gevestigd.
Op 23 februari 2006 werd het erkend als beschermd erfgoed, en in 2010 volgde een restauratie van het pand.